# Só no Sertão
Só no Sertão é um filme brasileiro de comédia produzido pela TV Verdes Mares e Ceará Filmes, em parceria com a TV Globo, cujo lançamento nacional ocorreu em 11 de Março de 2024, na Tela Quente. Com roteiro de R. B. Diogo, Mabi Sousa e Moisés Loureiro. Ambientado no Ceará, o filme conta com Isis Dionisio, Falcão, Juliana Maia, Jaene Mariá, Fabiola Líper, Matheus Franklin e Luis Costa no elenco. A direção geral é de Alexandre Kemplerer, direção artística de Fred Mayrink e direção de operações de Milton Bredemann.

## Sinopse
Uma família no interior do Ceará decide viajar na calada da noite após o patriarca da família, prefeito da cidade, ser acusado como suspeito de extração ilegal de ouro. Na correria, a filha mais nova é deixada para trás. Com a repercussão que a propriedade estaria vazia, um bando intitulado como Bode Caolho se organiza para invadir a fazenda do prefeito, o que eles não imaginavam era que uma criança estaria lá e usaria de todas as artimanhas para defender a residência da sua família.

## Elenco
| Interprete       | Personagem |
| ---------------- | ---------- |
| Isis Dionísio    | Mel        |
| Falcão           | Prefeito   |
| Jaene Mariá      | Repórter   |
| Juliana Maia     | Mãe        |
| Matheus Franklin | Bando      |
| Luis Costa       | Pai        |
| Fabiola Líper    | Bando      |